# لاکهید ال-۷۴۹ کانستلیشن
لاکهید ال-۷۴۹ کانستلیشن، نخستین هواپیما از خانوادهٔ لاکهید کانستلیشن بود که توانست عرض اقیانوس اطلس را بدون توقف طی کند.
اگرچه در ظاهر به شبیه به ال- ۶۴۹ بود، اما دارای ظرفیت سوخت بیشتری بود، ارابه فرود دراین مدل تقویت شده بود و نهایتاً مجهز به رادار آب و هوا بود.

## طراحی و توسعه
در اوایل سال ۱۹۴۷، کمپانی لاکهید مارتین، از نوع جدیدی از تولیدات این شرکت پرده برداری کرد که مشتق شده از سری ال- ۶۴۹ بود. این مدل جدید، ال-۷۴۹ نام داشت. مدلی با ظرفیت سوخت بیشتر و افزایش دامنه پروازی تا ۱۰۰۰ مایل و البته وزن بیشتر که منجر به تقویت ارابه فرود و لاستیک‌ها شده بود. این مدل جدید با ۲۴ کیلومتر سرعت بیشتر پرواز می‌کرد و برای جلوگیری ازسروصدای موتورها، عایق بندی متفاوتی نیز داشت.
بسیاری از شرکت‌های هواپیمایی سفارش دهنده مدل قبلی، سفارش خود را به مدل ال-۷۴۹ تغییر دادند.

## نخستین پرواز و بهره برداران ال-۷۴۹
ال-۷۴۹ برای اولین بار در تاریخ ۱۴ مارس سال ۱۹۴۷، مجوز پرواز خود را دریافت کرد و تحویل نخستین شرکت بهره بردار آن یعنی ایر فرانس شد.
پس از ایر فرانس این پان امریکن بود که از این هواپیما استفاده کرد و توانست خدمات و مسیرهای خود را به تمام جهان گسترش دهد.
پس آن بود که شرکتهایی نظیر کی ال ام هلند، تی دابلیو ای آمریکا، کوبانا کوبا، هواپیمایی ایبریا اسپانیا نیز هواپیماهای خود را به خدمت گرفتند.

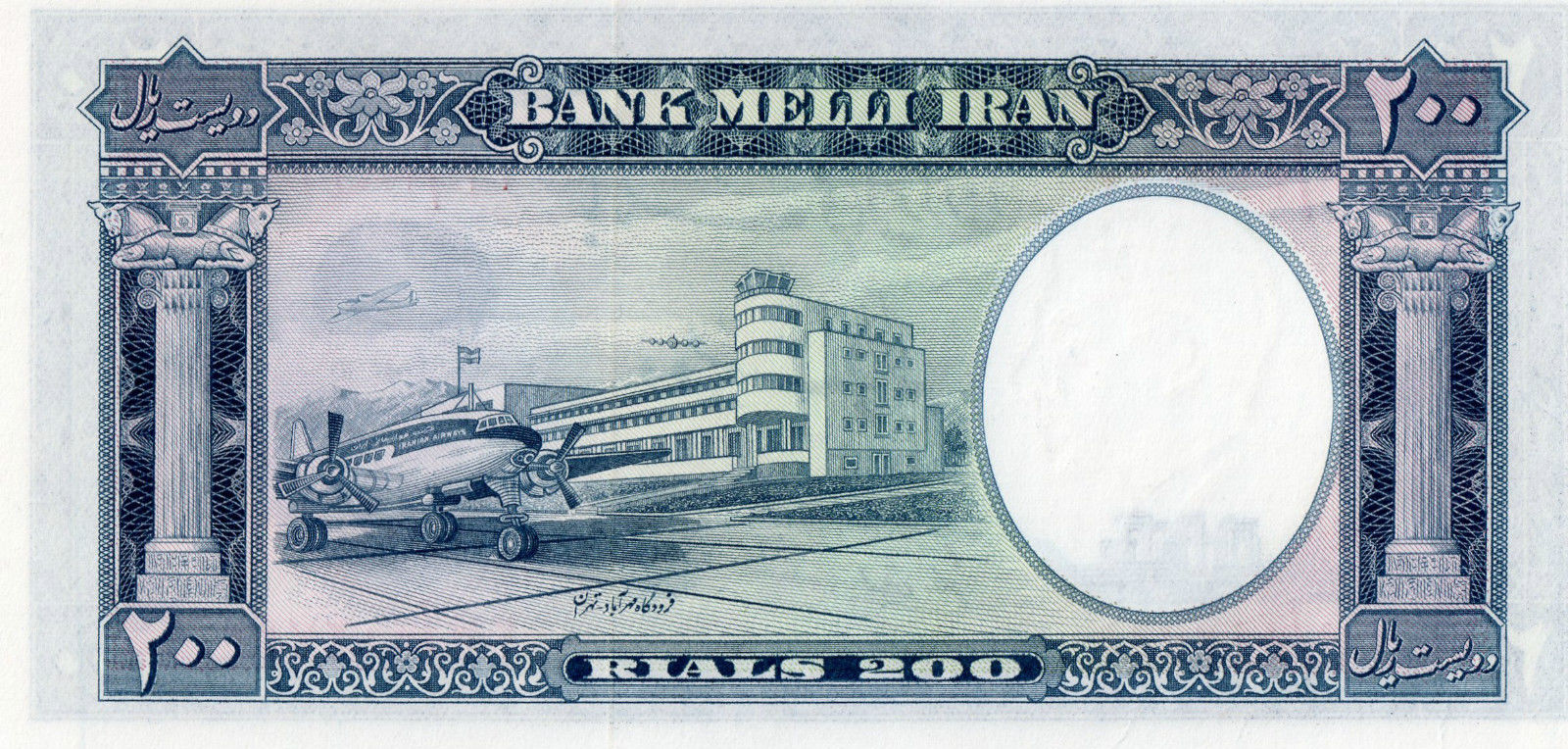
عکسی از یک فروند لاکهید ال ۷۴۹ کانستلیشن شرکت هواپیمایی ایرانیان ایرویز بر روی اسکناس ۲۰۰ ریالی در دهه سی خورشیدی

## ساخت مدل ال-۷۴۹ای
در سال ۱۹۴۷ بود که پروژه لاکهید کانستلیشن در آستانهٔ لغو شدن قرار گرفته بود، به طوری که ۱۲۰۰ شغل در این شرکت از دست رفته بود اما سفارش بزرگ ۱۰ فروندی نیروی هوایی ایالات متحده آمریکا برنامه تولید این هواپیما را از خطر لغو شدن نجات داد.
نیروی دریایی ایالات متحده نیز سفارش‌هایی را از این مدل به کمپانی لاکهید مارتین داد.
بدین ترتیب اولین مدل 'لاکهید ال-۷۴۹ای کانستلیشن' به وجود آمد. این مدل تقویت شده تر از مدل قبل، در نواحی ارابه فرود و همین‌طور کف بود بطوری که بیش از ۴۰۰۰ پوند سنگین تر شده بود.
همین‌طور در قسمت موتور، پوسته آن باز طراحی شد و ملخ جدید کرتیس الکتریک آن هم معرفی شد.

## بزرگترین بهره برداران مدل ال-۷۴۹ای
نخستین سفارش دهنده این مدل هواپیمایی آفریقای جنوبی بود اما بزرگترین بهره بردار آن شرکت تی دابلیو ای آمریکا بود.
این شرکت ۲۶ فروند از این مدل هواپیماها را در اختیار داشت و تا سال ۱۹۶۷ از این هواپیماها استفاده می‌کرد. 

## انواع و مدلها
این مدل‌ها شامل: ال-۷۴۹ ای نسخه باربری، نسخه توربوپراپ ال-۷۴۹ بی بودند.

## مشخصات
- خدمه: ۴ خلبانان پرواز ۲ تا ۴ مهماندار
- ظرفیت: ۶۰–۸۱ مسافر
- طول: ۲۹٫۶۶۷ متر
- طول بال‌های هواپیما: ۳۷٫۴۹ متر
- ارتفاع: ۶٫۸۳۲۶ متر
- مساحت بال: ۱۵۳٫۲۹ متر مربع
- وزن خالی: ۲۵٬۶۶۸٫۸ کیلوگرم
- حداکثر. وزن برخاست: ۴۸٬۵۳۴٫۴ کیلوگرم

## عملکرد
- سرعت کروز: ۵۵۵٫۲۲ کیلومتر بر ساعت
- محدوده پرواز: ۸۰۳۸ کیلومتر و با حداکثر میزان سوخت و مسافر ۴٬۱۸۴٫۳ کیلومتر
- سقف پروازی: ۷٫۳۴۵۶۸ کیلومتر